# Weightlifting Fairy Kim Bok-joo

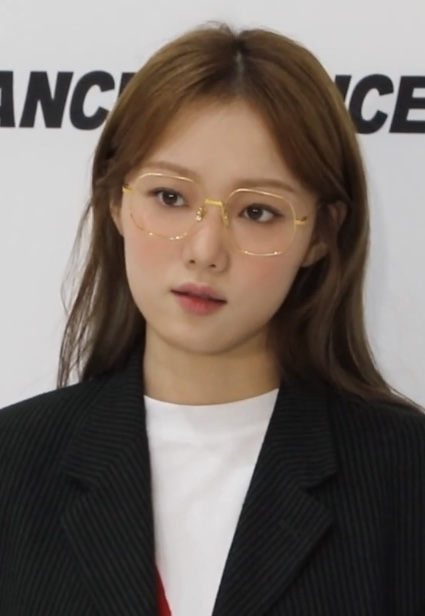
Lee Sung-Kyung, protagoniste de la série.

Weightlifting Fairy Kim Bok-joo (hangeul : 역도요정 김복주 ; RR : Yeokdo-yojeong Gim Bok-ju) est une série télévisée sud-coréenne diffusée du 16 novembre 2016 au 11 janvier 2017 sur MBC avec Lee Sung-kyung, Nam Joo-hyuk, Lee Jae-yoon et Kyung Soo-jin,. 

## Synopsis
Une nouvelle histoire sur un groupe d'athlètes d'université qui se battent pour leurs rêves, expérimentent et trouvent l'amour tout au long du processus et grandissent à chaque pas.

## Distribution

### Acteurs principaux
- Lee Sung-kyung : Kim Bok-Joo
- Nam Joo-hyuk : Jung Joon-Hyung
- Lee Jae-yoon : Jung Jae-Yi
- Kyung Soo-jin : Song Shi-Ho

### Acteurs secondaires
- Jo Hye-jung : Jung Nan-hee
- Lee Joo-young : Lee Seon-ok
- Choi Moo-sung : Yoon Deok-man
- Jang Young-nam : Choi Sung-eun
- Oh Eui-sik : Bang Woon-ki
- Lee Bit-na : Bitna
- Moon Ji-yoon : Sang Chul
- Jo Mi-nyeo
- Yoo Joon-hong
- Noh Yeong-joo
- Lee Ye-bin
- Ji Il-joo : Jo Tae-kwon
- Kim Jae-hyun : Kim Jae-hyun
- Kim Woo-hyuk : Kim Woo-hyuk
- Choi Woong : Kim Gi-seok
- Lee Ji-hoon
- Kim Nam-woo
- Kwon Hyuk-beom
- Cho Soo-hyang : Soo-bin
- Ray Yang : Sung Yoo-hwi
- Lee Seul
- Oh Ha-nui
- Kim Yoo-ji
- Jung Yoo-jin
- Ahn Gil-kang : Kim Chang-gul
- Kang Ki-young : Kim Dae-ho
- Jung In-gi : oncle maternel et père adoptif de Joon-hyung
- Lee Jung-eun : tante maternelle et mère adoptive de Joon-hyung

## Classements
Dans le tableau ci-dessous, les chiffres bleus représentent les scores, et les chiffres rouges représentent les plus hauts scores.
| Nb. d'épisodes | Date de diffusion originale | Audience moyenne | Audience moyenne            | Audience moyenne | Audience moyenne            |
| Nb. d'épisodes | Date de diffusion originale | Scores TNmS      | Scores TNmS                 | AGB Nielsen      | AGB Nielsen                 |
| Nb. d'épisodes | Date de diffusion originale | National         | Région de la capitale Séoul | National         | Région de la capitale Séoul |
| -------------- | --------------------------- | ---------------- | --------------------------- | ---------------- | --------------------------- |
| 1              | 16 novembre 2016            | 4.1% (NR)        | 4.1% (NR)                   | 3.3% (NR)        | 3.6% (NR)                   |
| 2              | 17 novembre 2016            | 5.0% (NR)        | 5.2% (NR)                   | 3.3% (NR)        | 3.5% (NR)                   |
| 3              | 23 novembre 2016            | 4.8% (NR)        | 5.3% (NR)                   | 4.4% (NR)        | 4.9% (NR)                   |
| 4              | 24 novembre 2016            | 4.9% (NR)        | 5.2% (NR)                   | 4.6% (NR)        | 4.9% (NR)                   |
| 5              | 30 novembre 2016            | 4.8% (NR)        | 4.9% (NR)                   | 4.4% (NR)        | 4.5% (NR)                   |
| 6              | 1er décembre 2016           | 4.5% (NR)        | 5.3% (NR)                   | 4.6% (NR)        | 5.4% (NR)                   |
| 7              | 7 décembre 2016             | 4.4% (NR)        | 5.3% (NR)                   | 4.8% (NR)        | 5.7% (NR)                   |
| 8              | 8 décembre 2016             | 4.6% (NR)        | 4.6% (NR)                   | 5.4% (NR)        | 5.5% (NR)                   |
| 9              | 14 décembre 2016            | 4.2% (NR)        | 4.4% (NR)                   | 4.1% (NR)        | 4.4% (NR)                   |
| 10             | 15 décembre 2016            | 4.8% (NR)        | 5.3% (NR)                   | 5.1% (NR)        | 5.6% (NR)                   |
| 11             | 21 décembre 2016            | 4.7% (NR)        | 5.2% (NR)                   | 4.4% (NR)        | 4.6% (NR)                   |
| 12             | 22 décembre 2016            | 5.1% (NR)        | 5.3% (NR)                   | 4.5% (NR)        | 4.7% (NR)                   |
| 13             | 28 décembre 2016            | 5.5% (NR)        | 6.3% (NR)                   | 5.0% (NR)        | 5.8% (NR)                   |
| 14             | 4 janvier 2017              | 5.0% (NR)        | 5.9% (NR)                   | 5.4% (NR)        | 6.3% (NR)                   |
| 15             | 5 janvier 2017              | 5.5% (NR)        | 6.4% (20th)                 | 5.4% (NR)        | 5.8% (NR)                   |
| 16             | 11 janvier 2017             | 5.4% (NR)        | 5.5% (NR)                   | 5.2% (NR)        | 5.3% (NR)                   |
| Moyenne        | Moyenne                     | 4.8%             | 5.3%                        | 4.6%             | 5.0%                        |

## Bande-originale
1. You & I - Kim Jong-wan (Nell)
2. From Now On (앞으로) - Kim Min-seung
3. Dreaming (꿈꾼다) - Han Hee-jung
4. Somehow (왠지 요즘) - J.Mi (Lush)
5. I'll Pick You Up (데리러 갈게) - Standing Egg
6. Permeate (스르륵) - Lee Hae-in
7. Again Again Again (또또또) - Lee Jin-ah

## Diffusion
- MBC (2016-17)
- Oh!K / MediaCorp Channel U
- TTV
- Fantastic TV Channel 77
- ABS-CBN (2017)
- Willax Televisión (2018)
- Teleamazonas (2018)
- Pasiones USA (2018)
- Pasiones Amérique latine (2018)
- GONG (2019)